# Prokofij Filippovič Zubets
Prokofij Filippovič Zubets (in russo Зубец Прокофий Филиппович?; Romodan, 21 luglio 1915 – Mosca, 8 gennaio 1996) è stato un ingegnere aeronautico e ricercatore sovietico, noto per i suoi contributi nella progettazione dei motori turbogetto. Vincitore del Premio Lenin (1957), vincitore del Premio di Stato dell'Unione Sovietica (1978), Lavoratore onorato della scienza e della tecnologia della Repubblica socialista federativa sovietica russa (1966).

## Biografia
Nacque nel villaggio di Romodan, provincia di Poltava, il 21 luglio 1915 da padre di professione ferroviere. Nel 1939 si laureò presso l'Istituto di aviazione di Mosca, lavorando poi presso il gruppo di progettazione dell'Istituto. Nel periodo 1941-1943 fu capo progettista presso le fabbriche di aerei di Mosca e Kujbyšev], capo del gruppo sviluppo compressori, vice capo progettista presso l'ufficio di progettazione aeronautica di Aleksandr Aleksandrovič Mikulin presso lo stabilimento di motori n. 300 di Mosca. Durante la seconda guerra mondiale venne coinvolto nel miglioramento dell'efficienza e della resistenza dei motori degli aerei d'attacco Ilyushin Il-2 e Ilyushin Il-10. Presso l'OKB di Mikulin curò lo sviluppo del motore a turbogetto AM-3  per i bombardieri Tupolev Tu-16 e Myasishchev M-4 e gli aerei di linea Tupolev Tu-104, considerato all'epoca il più potente del mondo.
Nel maggio 1953, per ordine del Ministero dell'industria aeronautica, fu mandato a Kazan', per curare la produzione in serie dello AM-3 presso il locale stabilimento di costruzione motori aeronautici n.16, che il 22 dicembre dello stesso anno fu designato OKB-16 e di cui divenne capo progettista. Compito di questo ufficio progettazione era quello di sviluppare motori per i bombardieri e per aerei da trasporto passeggeri a lungo raggio. Nel 1955 fu nominato capo progettista dell'ufficio di progettazione (in seguito divenne noto come Kazan Design Bureau "Soyuz"), dove furono sviluppati i motori a turbogetto RD-3M e RD-3M-500 per i velivoli da trasporto civile Tupolev Tu-104A e Tu-104B , che permisero di aumentare il numero di passeggeri trasportati del 50%, per poi raddoppiarli o più. Partendo dal turbogetto AM-3 a Kazan' ne fu sviluppata una versione notevolmente potenziata, tanto che il Ministero dell'industria aeronauti dell'Unione Sovietica lo riconobbe non come una modifica, ma come un nuovo propulsore. Lo RD-3M-500 equipaggiò i bombardieri a lungo raggio Tu-16, aerei cisterna creati su questa base, e bombardieri strategici M-4 e 3MS. Sotto la sua guida venne organizzata la produzione su licenza di questo motore negli stabilimenti siti in Cina. Per gli aerei passeggeri e da trasporto Ilyushin Il-18, nonché per gli aerei della famiglia Antonov An, il suo OKB sviluppò e implementò un'unità turbogeneratore che forniva energia alla rete di bordo e avviamento autonomo ai motori negli aeroporti non attrezzati. La centrale elettrica di bordo TG-16, creata presso OKB-16, e rimasta in produzione per moltissimi anni.
Il suo ufficio progettazione fu scelto per lo sviluppo del motore destinato ad equipaggiare il bombardiere intercontinentale supersonico Myasishchev M-52 e l'aereo passeggeri supersonico M-53. Sotto la sua guida fu costruito e testato l'allora più potente motore turbogetto del mondo, l'M16-17. Tuttavia, a causa dei cambiamenti nella dottrina militare dell'URSS, questo lavoro non fu completato. In connessione con il cambiamento nella dottrina militare, per decisione presa da Nikita Sergeevič Chruščëv nel 1959, all'OKB-16 fu assegnato allo sviluppo di motori a razzo per la difesa missilistica, la difesa aerea e per le armi per l'aviazione a lungo raggio. Sotto sua la guida furono progettati motori a razzo a propellente solido per i missili balistici intercontinentali (ICBM) e di intercettazione atmosferica (ABM), motori a razzo a propellente solido per i missili aria-superficie a lungo raggio destinati all'aviazione strategica, missili superficie-aria assegnati alla protezione delle unità dell'Armata Rossa e della marina militare. Il suo team, in collaborazione con la filiale di Troitsk dell'Istituto per l'energia atomica Kurčatov, sviluppò complessi tecnologici laser per la saldatura, il taglio e il rafforzamento dei metalli.
Nel 1968 conseguì il titolo accademico di Dottore in Scienze Tecniche sulla base dei risultati del rapporto presentato sulla totalità del suo lavoro svolto a Kazan'. Dal 1983, a causa di un forte peggioramento della sua salute, andò a lavorare a Mosca come ricercatore anziano presso l'Istituto di ricerca sui sistemi aeronautici e, dal 1972, fu anche professore presso il dipartimento dell'Istituto per l'aviazione. Pur di lavorare accettò di essere messo a mezzo stipendio. Si spense a Mosca l'8 gennaio 1996.
Nel 2007 il governo del Tatarstan ha deciso di installare una targa commemorativa in onore di P.F. Zubets sull'edificio dell'Ufficio di progettazione sperimentale "Soyuz" di Kazan'.

### Annotazioni
1. ↑  Lo sviluppo dell'AM-3 è stato attivamente supportato dal viceministro dell'industria aeronautica M.M. Lukin, che durante la guerra diresse lo stabilimento di costruzione di motori n. 16 a Kazan.

### Fonti
1. 1 2 3 4 5 6 7 8  Kazan National Research Technical University.
2. 1 2 3 4  Famhist.
3. 1 2 3  Old KAI.
4. 1 2  Buttler, Gordon 2004, p. 62.
5. ↑  Buttler, Gordon 2004, p. 66.